# Martin Klein (luchador)
Martin Klein (Tarvastu Rural Municipality, Estonia, (en aquella época parte de Finlandia), 12 de septiembre de 1884-11 de febrero de 1947) fue un deportista finlandés especialista en lucha grecorromana donde llegó a ser subcampeón olímpico en Estocolmo 1912.

## Carrera deportiva
En los Juegos Olímpicos de 1912 celebrados en Estocolmo ganó la medalla de plata en lucha grecorromana estilo peso medio, tras el sueco Claes Johanson y por delante de su paisano el también finlandés Alfred Asikainen (bronce).